# Gravina di Catania
Gravina di Catania település Olaszországban, Szicília régióban, Catania megyében. Lakosainak száma 25 185 fő (2023. január 1.). Gravina di Catania Catania, Sant’Agata li Battiati, Tremestieri Etneo és Mascalucia községekkel határos.

## Népesség
A település lakossága az elmúlt években az alábbi módon változott:
| Lakosok száma | 25 615 | 25 399 | 25 185 |
|               | 2017   | 2018   | 2023   |